# 馬場祥江
馬場 祥江（ばば よしえ、1937年1月 - ）は、1956年のミス・ユニバース日本代表である。

## 経歴・人物
1937年1月、旅館を経営する両親のもと、福島県若松市（現・会津若松市）に生まれる。
1955年3月31日、福島県立若松女子高等学校（現・福島県立会津学鳳高等学校）卒業。卒業後の1955年5月には地元の若松商工会で主催した「ミス若松」の一人に選ばれている。
1956年6月17日、東京の産経ホールで開かれたミス・ユニバース・ジャパン最終審査で、50人の都道府県代表のなかから日本代表に選ばれた。当日は、上京中であった福島県知事・大竹作摩に受賞の挨拶をしており、大竹からは「会津から日本一の女性が出てこれほどうれしいことはない。7月の世界大会では世界一になることだろう」と激励されている。地元の熱狂ぶりは、審査委員長を務めた川口松太郎が後に「ミスの当選者には各府県の地元民が大騒ぎをする。東京大阪のような大都市はそれほどでもないが、地元の小都市となると、喜び方も大へんで、前年の福島県から出た馬場君などは、凱旋将軍のような歓迎を受けたと聞いている。まだ二十才前後の少女だけに・・用心をしなければいけない」と苦言を呈したほどであった。
当時は19歳で身長163センチ、体重54.4キロ、スリーサイズは90-62-95。審査員からは「純情さと性的魅力とを兼ね備えた女性」と評された。
1956年6月28日、横浜ネッカチーフ振興会関係者から横浜駅で出迎えをうけ、そのまま神奈川県庁へ向かう。準ミス日本・青松真砂、ミス神奈川・鈴木久子とともに内山岩太郎知事にあいさつをする。その後、横浜港に向けてパレード。沿道からは大歓迎を受けた。6月30日、人形町の桑村装身具株式会社でミス・ユニバース決勝で使用する装身具を購入、同日、羽田で機上の人となる。
1956年7月にカリフォルニア州のロングビーチで行われたミス・ユニバース1956（第5回ミス・ユニバース世界大会）に日本代表として参加したが、無冠に終わる。
1956年11月28日、高橋敬緯子らと共に大阪市中央区道頓堀の文楽座でネッカチーフのショーに出演。

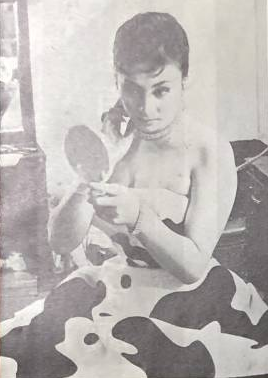
日劇楽屋にて（1956年）

その後は歌手として日劇（千代田区有楽町）で歌ったりレコードを出したりもした。また、ファッションショーでモデルをするほか、テレビにも出る。
1958年7月12日、サンフランシスコ在住の日系2世・野島昇と結婚した。野島は1951年以来、同市のチャイナタウンにすき焼き店・『東京すきやき（Tokyo Sukiyaki）』を経営しており、結婚当時38歳であった。
結婚後は同市の観光名所、フィッシャーマンズワーフの正面、ジェファーソン通り（Jefferson Street）において、サンフランシスコにおける日本料理店の草分け的な店を夫婦で営む。2000年、野島が高齢になったことやテナントビルが解体されることから閉店することを決断。同年9月には取引先の関係者を集めたパーティーを開催して、席上で「波乱万丈の人生といわれますが、色々なお客様と出会い、愛された店に誇りを持っています」と挨拶している。妹もサンフランシスコで日本料理店を経営していた。

### 出版
- 『婦人生活』 12(1) 別冊付録「和服裁縫の独習書・特集 新しい和裁新しいきもの」（1958年、婦人生活社。DOI:10.11501/2324620）

### ディスコグラフィー
- 君を見送る並木路（ビクター、1956年）[20]

### その他
1974年当時（本人36歳）、13歳の娘がいた。
ミス・ユニバース・ジャパン最終審査の「訪問着審査」の帯の着付けは山野愛子と弟子たちが担当した。